# Balnacrae
Der Orkney-Cromarty-Cairn (OC) von Balnacrae (englisch Balnacrae Chambered Cairn) liegt im Weiler Swordale nördlich von Dingwall in Ross-shire in den Highlands in Schottland. Der Orkney-Cromarty-Typ ist eine spezifische Form der megalithischen Stalled cairns, die zu den Passage Tombs gehören.
Die Kammer wurde fast vollständig entfernt, aber die Randsteinkante des Cairns  mit einem Durchmesser von über 28,0 m kann erkannt werden. Die Kammer war sehr groß und viele der Steine mit Höhen zwischen 0,7 und 1,95 m blieben verstreut liegen. Die Kammer wurde durch einen Gang am Nordostende betreten.
Die neolithische Megalithanlage wurde zwischen 4000 und 2000 v. Chr. errichtet.
In der Nähe liegt der Orkney-Cromarty-Cairn Heights of Brae.